# August Ferdinand Riccius
August Ferdinand Riccius (* 26. Februar 1819 in Bernstadt; † 5. Juli 1886 Karlsbad) war ein Dirigent, Komponist und Musikpublizist.

## Leben und Wirken
August Ferdinand Riccius wurde als Sohn des Bernstädter Tuchfabrikanten Karl Friedrich Riccius (1794–1869) geboren. Sein jüngerer Bruder Karl Moritz Riccius, geboren 1828, war der spätere Trompeter und Kapellmeister am Hofe eines russischen Fürsten. Mit neun Jahren konnte August Ferdinand bereits ausgezeichnet Geige und Flöte spielen. Zunächst besuchte er von 1833 bis 1840 die Schule in Zittau, die er mit dem Abitur abschloss. Seine Eltern hatten den Wunsch, dass er einmal Schriftsteller würde, da sich auf diesem Gebiet auch bereits Begabungen zeigten.
Von 1840 bis 1843 studierte er an der Universität Leipzig Theologie. Neben dem Studium widmete er sich jedoch sehr intensiv der Musik weiter und dabei kam ihm sehr entgegen, dass 1842 in Leipzig das Konservatorium gegründet wurde. In dieser Zeit orientierte er sich auf eine berufliche Entwicklung als Musiker und Musikpädagoge. Hier traf er auch mit seinem Neffen Carl August Riccius (1830–1893) zusammen, der von 1844 bis 1846 am Leipziger Konservatorium studierte und nach seinem Abschluss die Laufbahn eines Chordirigenten und Komponisten einschlug. Einer der Schüler von August Ferdinand Riccius war in dieser Zeit der spätere Komponist und Musikwissenschaftler Ludwig Meinardus (1827–1896), der 1847 extra das Konservatorium verließ, um sich mittels einer intensiveren Ausbildung durch den Privatunterricht bei August Ferdinand Riccius, gezielter auf seine Berufskarriere vorbereiten zu können. Ab 1849 war Riccius Dirigent beim Leipziger „Euterpe“ T.K. Orchester, zu dessen Ehrenmitglieder seit 1838 Robert Schumann (1810–1856) zählte. In dieser Zeit galt er in den Kreisen seiner Musiker-Kollegen als Kritiker der Musik von Richard Wagner (1813–1883). Er vertrat die Auffassung, dass diese Musik nicht dem damaligen Zeitgeist entspräche und kennzeichnete diese Stilrichtung als „Zukunftsmusik“. Erstmals wurde dieser Begriff in einem Artikel der Rheinischen Musik-Zeitung vom 4. Dezember 1852 verwandt. Obwohl dieser Artikel, der eine Besprechung musikalischer Publikationen des Musikpädagogen Friedrich Wieck (1735–1873) zum Ziel hatte unter „anonymus“ erschien, gehen führende Musikwissenschaftler heute davon aus, dass August Ferdinand Riccius der Autor dieses Artikels und der „Leipziger Briefe III“ war. Neben dieser Tätigkeit komponierte Riccius in dieser Zeit kleinere Musikstücke oder vertonte bereits vorliegende Textvorlagen. So erschien 1853 Arbeiten von ihm unter dem Titel „Vier Lieder“ in einem Magdeburger Musikverlag.
August Ferdinand Riccius wechselte im Jahre 1854 ans Leipziger Stadttheater wo ihm die Leitung des Orchesters angeboten worden war. Diese Position hatte er bis 1864 inne. So gehörte er 1859 zu den 4 Festdirigenten des renommierten Hauses, neben Franz Liszt (1811–1886), David Hermann Engel (1816–1877) und Carl Riedel (1827–1888). In diesem Jahr vollzogen sich, ausgelöst durch einen Aufruf des Chefredakteurs der „Neuen Zeitschrift für Musik“ Franz Brendel (1811–1868) enorme Veränderungen in der Musikszene, die ihren Ausgangspunkt in Leipzig hatten. Hier tagte vom 1. bis 4. Juni 1859 die Erste „Tonkünstlerversammlung“, die sich dem Thema einer Neudefinition des Künstlers in der Gesellschaft stellte. Ergebnis dieser Entwicklung, an der sich August Ferdinand Riccius beteiligte, war die Gründung des „Allgemeinen Deutschen Musikvereins“ am 7. August 1861 in Weimar. Führende Verfechter dieser Entwicklung waren vor allem Franz Liszt und Richard Wagner (1813–1883). Eine weitere Kompositionsarbeit unter dem Titel „Des Vogels Freude“ wurde von Riccius 1859 aufgelegt.
Im Jahre 1864 erreichte August Ferdinand Riccius der Ruf als Theaterkapellmeister in Hamburg, dem er auch folgte. In den Hamburger Jahren war er zusätzlich als Gesangslehrer, als Publizist und Musikreferent bei den „Hamburger Nachrichten“ tätig. Eine weitere Kompositionsarbeit unter dem Titel „Die lustigen Musikanten“ wurde von ihm 1878 aufgelegt. Insgesamt umfasste seine Kompositionsarbeit die musikalische Begleitung von Dramen und Opern, er schrieb Ouvertüren und mehrere Klavierstücke.
Am 5. Juli 1886 verstarb August Ferdinand Riccius in Karlsbad, dem heutigen Karlovy Vary.

## Werke
- „Vier Lieder“, Magdeburg 1853
- „Des Vogels Freude“, Leipzig 1859
- „Im Frühjahr auf der Alm“, 1860
- „Die lustigen Musikanten“, 1878